# Fullmetal Alchemist: Milos szent csillaga
A Fullmetal Alchemist: Milos szent csillaga (鋼の錬金術師 嘆きの丘（ミロス）の聖なる星; Hagane no renkindzsucusi: Miroszu no szei-naru hosi; Hepburn: Hagane no renkinjutsushi: Mirosu no sei-naru hoshi) 2011-ben bemutatott japán animációs film, amely a Fullmetal Alchemist világában játszódik. A filmet a Fullmetal Alchemist: Testvériség utolsó részének adása után jelentették be.
A japán premier 2011. július 2-án volt. Az Egyesült Államokban a Funimation Entertainment licencelte a filmet és 2012-ben adták ki. Az észak-amerikai terjesztést az Eleven Arts végezte, 100 teremben vetítve a filmet. Az Egyesült Királyságban a Manga Entertainment mutatta be moziban 2012 júniusában, és szeptember 3-án megjelent a lemezes kiadása is. Magyarországon az Animax mutatta be 2012. április 1-jén.

## Cselekmény
A történet a múltban, egy ismeretlen helyen kezdődik, ahonnan egy katasztrófát követően a Crichton családnak menekülnie kell Cretába. Itt a kislány, Julia hamarosan árva lesz, amikor brutálisan meggyilkolják a családját. A jelenben Melvin Voyager, akit 5 évre börtönbe zártak, két hónappal a szabadulása előtt alkímia segítségével megszökik. A szökött rabbal Edward és Alphonse Elric is összetalálkozik, és nyomozni kezdenek az ügyben. Kiderül, hogy a börtönben az egyik újságból kivágtak egy képet. Egy másik újsággal összevetve kiderül, hogy egy fiatal lányt ábrázol, akit egy határvárosban illegális határátlépés miatt fogtak el. A további nyomozás kideríti, hogy az amestrisi–cretai határon található Table City-ben tartják fogva. Roy Mustang ezredes odaküldi az Elric fivéreket, hogy alaposan vizsgálják ki az ügyet.
A vonaton egy farkaskiméra támadja meg az Elriceket, majd egy csapat vitorlázórepülős ember is lőni kezd rájuk, akik a Fekete Denevéreknek hívják magukat. A vonat a harcokban kisiklik és belecsapódik az állomásba. A denevérek a várost is megtámadják, ahol Ed és Al szemtanúja lesz Julia szökésének a börtönből, valamint Melvin (aki a vonaton utazott) és a denevérek harcának a lányért. A két testvér kénytelen különválni, amikor Al megpróbálja megmenteni a lányt a város körül elterülő hatalmas völgybe való leeséstől, azonban végül lezuhan, Melvinnel a sarkában. A völgybe sikerül épségben megérkezniük Melvin alkímiájának köszönhetően, ahol a völgy alján élők segítőkészen fogadják őket. Kiderül, hogy Julia a völgyben élő ellenállók tagja, és Milos csillagát, a bölcsek kövét kutatják, hogy helyre tudják állítani nemzetük, Milos függetlenségét, melyet először Creta, majd az őket a városból kiűző Amestris vett el.
Eközben Ed is leereszkedik a völgybe és sikerül megtalálnia a többieket. Ekkor azonban farkaskimérák támadják meg őket, amik közül eggyel végeznek. Melvin – akiről kiderül, hogy valójában Ashleigh Crichton, Julia testvére – elmondja, hogy sokáig üldözték a kimérák, miután megölték a családjukat, és ezért került börtönbe. Újabb kimérek érkeznek, így előlük menekülniük kell. Bár Ed figyelmezteti az ellenállókat a bölcsek kövének hatalmas árára, nem tántorítja el őket és felkészülnek a város megtámadására. Eközben Mustang ezredes, Hawkeye hadnagy és Winry Rockbell a városba indul, hogy segítsenek az Elriceknek az ügy megoldásában, azonban csak a denevérek támadásakor érkeznek meg. A denevérek elfoglalják a központi irányítótornyot, ahonnan a várost behalászó szócsövek futnak. Eközben Al és Ed egy titkos, földalatti várost fedeznek fel, de a titkát nem tudják megfejteni, mert a város parancsnokának csapdájába esnek. Melvin azonban tudja a titok nyitját: vért kell juttatni a csövekbe, hogy létrejöjjön a kő. Megöli Mirandát, a denevérek parancsnokát és társát, az álruhás Rault, hogy elég vére legyen a transzmutációhoz. A Julia oldalán lévő kört a sajátjára illesztve megtudja a kő pontos helyét és felfedi, hogy valójában ezért várt ennyit a börtönben, mert korábban túl kicsi lett volna a lányon lévő fele ahhoz, hogy megtudja a helyét.
Odalent a kő segítségével összecsap az időközben kiszabadult Edwarddal. A harc azzal végződik, hogy Julia megszerzi a követ és Ed tiltakozása ellenére lenyeli, megszerezve az erejét, majd elpusztítja a transzmutációs részt, mert Milos csillagát okolja hazája szolgasorba vetésért. Ezt megelőzően a cretai helyőrség parancsnoka, Herschel ezredes parancsot ad a lávaerőmű felrobbantására, hogy lávával ölje meg a völgyben lévőket. A folyamot Al próbálja meg feltartóztatni, ám csak időlegesen sikerül. A völgybe érkezik Julia, Ed és Mustang is, hogy segítsenek, ám itt összetalálkoznak Herschellel. A követ kereső Melvint elkapja utóbbi, és kiderül róla, hogy ő valójában Atlas hadnagy, a cretai tiszt, akit a család védelmével megbíztak és aki megölte a családjukat, majd letépte Ashleigh arcát, hogy saját magára illessze alkímiával, az igazi Ashleigh pedig Herschel, aki gyűlöli a völgyben élőket, mert megvetették családját az alkímia kutatása miatt. Melvin halála után Herschel összecsap a többiekkel, hogy megakadályozza a láva elzárását, ám Julia végül sikerrel jár, de közben majdnem megöli a testvérét is. A láva megállítása közben egy titkos járaton keresztül elfoglalják a völgyben élők a cretai fegyverraktárakat és a parancsnokhelyettesük visszavonulót fúj.
A láva megfékezése után Julia a kő maradék erejével megnyitja az Igazság Kapuját és megmenti a testvére életét, és arcát is visszaszerzi neki, ezért azonban az egyik lábával kénytelen fizetni. A következő jelenetben Ashleigh a kórházban ébred, Julia mellett, az újonnan létrehozott Milosban. Búcsú nélkül távozik és maszkját felvéve, álneve alatt visszatér a cretai hadsereghez. A film végén a főhősök vonattal hagyják el Table Cityt, miközben Mustang megjegyzi, hogy mind a cretai, mind az amestrisi haderő létszámát növelni kezdték a térségben.

## Új szereplők
Julia Crichton (ジュリア・クライトン; Dzsuria Kuraiton; Hepburn: Juria Kuraiton)

Julia

Szinkronhangja: Szakamoto Maaja  (japán), Alexis Tipton (angol), Bogdányi Titanilla (felnőtt), Károlyi Lili (gyerek) (magyar)
A harmadik főhős az Elric fivérek mellett. Amestris nyugati szomszédjából, Cretából származik, alkimistacsalád sarja. Főleg a gyógyítóalkímiához ért. Miután családját legyilkolták és testvére eltűnt, a két országot elválasztó völgy mélyén élők befogadták és felnevelték. Az ellenállók tagja, akik szeretnék visszaállítani Milos függetlenségét és a két szomszédos országnál erősebbé tenni, hogy ne tudják ismét elfoglalni. Erre úgy gondolja, hogy az egyetlen lehetőség Milos csillagának, a bölcsek kövének a megszerzése. Megszerzése után a követ arra használja fel, hogy megvédjek a várost és a völgybelieket Melvintől és Herscheltől. Mikor az annak idején testvérétől kapott fülbevalójának másik felét megtalálja a haldokló Ashleighnél, segít neki életben maradni és feláldozza az egyik lábát. A film végén automailt kap.
Melvin Voyager (メルビン・ボイジャー; Merubin Boidzsá; Hepburn: Merubin Boijā)
Szinkronhangja: Morikava Tosijuki  (japán), Matthew Mercer (angol), Dolmány Attila (magyar)
A film elsődleges negatív szereplője. Melvin Voyager álnéven börtönbe csukatja magát, hogy kivárja, amíg tervét teljesíteni tudja, majd megszökik és Table City-be megy. Itt Julia rég elveszett testvérének, Ashleighnek adja ki magát és a lány bizalmába férkőzik. Ráveszi a Fekete Denevéreket arra, hogy támadják meg a várost, ahol megöli vezetőjüket, Mirandát és saját társát, Rault is. Megszerzi a bölcsek kövét, ám az Edwarddal folytatott harc során elveszti azt és Juliához kerül. A lányt követi a völgybe, itt azonban az igazi Ashleigh kezébe kerül és kiderül igazi kiléte: Atlas, a cretai haderő volt hadnagya, aki megölte a Crichton családot és Ashleigh arcát letépve felvette az ő személyazonosságát. Herschel ezután megöli őt.
Herschel (ハーシェル; Háseru; Hepburn: Hāsheru)
Szinkronhangja: Kiucsi Hidenobu  (japán), Patrick Seitz (angol), Karácsonyi Zoltán (felnőtt), Boldog Gábor (gyerek), Czető Ádám (tinédzser) (magyar)
A film másodlagos negatív szereplője, a Table City-t körülvevő völgy túloldalának cretai parancsnoka ezredes rendfokozatban. Egy fehér maszkot visel, hogy elrejtse letépett arcát. A film végén kiderül, hogy ő az igazi Ashleigh Crichton (アシュレー・クライトン; Asuré Kuraiton; Hepburn: Ashurē Kuraiton), aki Atlas támadását a szülei által elrejtett bölcsek kövével tudta túlélni, majd Herschel álnéven belépett a cretai hadseregbe, majd ő lett a farkaskimérák irányítója. Az elfogott Melvint megöli, megbosszulva szülei halálát, majd megpróbálja a völgyben élők megmentését megakadályozni, ők ugyanis annak idején megvetették a családjukat. A felrobbantott lávaerőművet azonban képes Julia betakarni alkímiával, miután legyőzi őt. A lány megmenti az életét, és visszakapja az arcát. Búcsúzás nélkül tér vissza maszkjában a cretai hadsereghez.
Miranda (ミランダ)
Szinkronhangja: Tamagava Szakiko  (japán), Shelley Calene-Black (angol), Bognár Anna (magyar)
A Fekete Denevérek vezére, aki országa függetlenségéért küzd. Az irányítótoronyban megöli Melvin, hogy a vérét felhasználhassa a bölcsek kövének megszerzéséhez.

## Fogadtatás
Az első hétvégén a film 1 791 646 dollár bevételt hozott Japánban, annak ellenére, hogy csak 40 teremben vetítették, ezzel 4. helyen végzett a teljes bevételi listán.
Az Amerikai Egyesült Államokban 2011. július 30-án debütált a film az Otakon animetalálkozón, ahol a Funimation és az Aniplex a feliratos változatot vetítette le, alig 4 héttel a japán mozis megjelenés után. 2012 elején angol nyelven is vetítették, majd tavasszal megjelent a DVD- és Blu-ray-kiadás. A nyugati parti bemutató helyéül szolgáló Burbank Nemzetközi Filmfesztiválon három díjat is nyert.
A film amerikai kritikai fogadtatása általában pozitív volt. 11 kritika alapján 85%-os értékelést és a 10-ből 6,6-os pontszámot kapott a Rotten Tomatoes oldalán. A 100-ból 54-es súlyozott értékelést ért el a Metacritic összegzésén, 7 főárambeli értékelés alapján.

### Díjak
| Év   | Verseny neve                               | Kategória                                   | Eredmény |
| ---- | ------------------------------------------ | ------------------------------------------- | -------- |
| 2011 | Burbank International Film Festival (BIFF) | Legjobb játékfilm (animáció)                | Elnyerte |
| 2011 | Burbank International Film Festival (BIFF) | Legjobb forgatókönyv (animáció / adaptáció) | Elnyerte |
| 2011 | Burbank International Film Festival (BIFF) | Legjobb rendező (animáció)                  | Elnyerte |